# Avri Guilad
Avri Guilad (hébreu : אברי גלעד), né le 21 novembre 1962 à Jérusalem, est un animateur de télévision et de radio israélien.
Il a animé avec Erez Tal l'émission Ha-Olam Ha'Erev, diffusée de 1990 à 1993 sur Aroutz 2 (qui était alors en test expérimental de transmission).

## Biographie
Ainé d'une famille de deux enfants, Avri Guilad est né et a grandi à Jérusalem. Son père, Dov Kwastler, d'origine slovaque et survivant de Birkenau, est traducteur et travaille pour l'université hébraïque de Jérusalem ; sa mère Ora, issue d'une famille hiérosolymitaine depuis sept générations, travaille à l'institut israélien de la statistique.
Avri Guilad commence sa carrière d'animateur au début des années 1980 sur les ondes de la radio militaire Galeï Tsahal. Il y anime, avec son compagnon de route Erez Tal, l'émission quotidienne humoristique et satirique Ma Yesh (hébreu : מה יש) de 1983 à 1987.